# Attentat contre l'USS Cole
Pour les articles homonymes, voir attentat d'Aden.

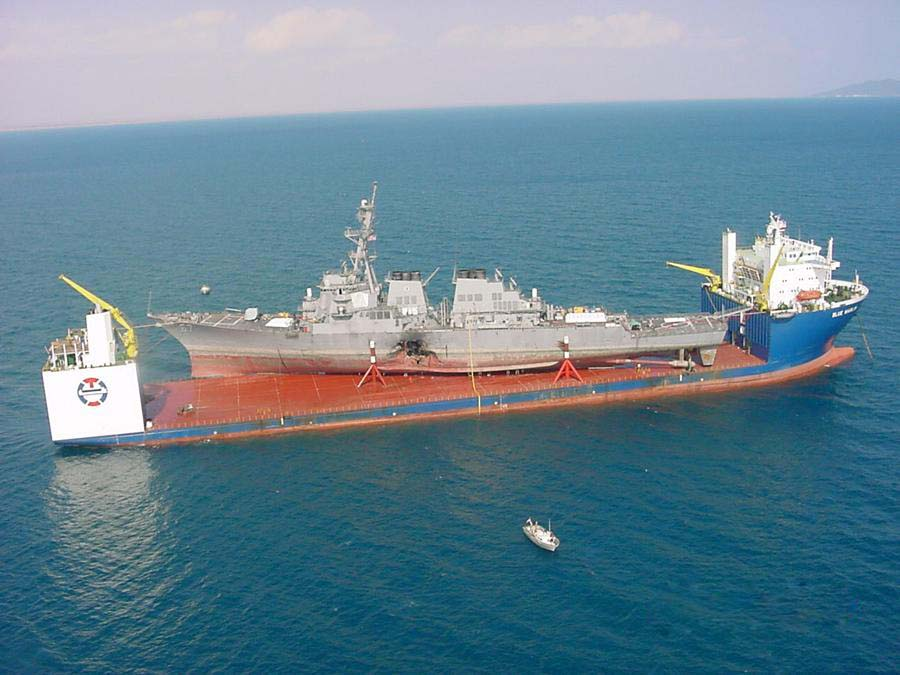
Le Blue Marlin transportant le Cole après l'attaque

L'attentat contre l'USS Cole est un attentat contre le destroyer lance-missiles USS Cole de la marine des États-Unis le 12 octobre 2000 alors qu'il est en cours de ravitaillement dans le port d'Aden au Yémen. Une embarcation piégée transportant de 180 à 300 kg de composition C-4 perfora la coque dans un attentat-suicide. Dix-sept marins américains sont tués et trente-neuf sont blessés dans l'attaque. Cet événement est alors l'attaque la plus meurtrière contre un navire de la marine américaine depuis 1987. Les deux kamikazes pilotant l'embarcation périrent aussi dans cet attentat-suicide. 
Onze des marins, deux femmes et neuf hommes, grièvement atteints, furent évacués en pleine nuit vers divers hôpitaux ou cliniques d'Aden, par un Transall (C-160) des Forces françaises à Djibouti (FFDJ), aménagé en version d'évacuation sanitaire lourde ; hospitalisés à l'hôpital militaire français Bouffard de Djibouti, certains durent être de nouveau opérés. Tous les chirurgiens, médecins, infirmiers, aviateurs, ambulanciers et autres des forces françaises furent mobilisés pour les soigner. Quelques jours plus tard, un C-9 Nightingale médicalisé des forces américaines, basé en Allemagne, se posa à Djibouti pour rapatrier ses soldats.
Le 13 décembre 2000, l'USS Cole fut ramené aux États-Unis, à Pascagoula (Mississippi). En septembre 2001, l'ensemble de l'équipage présent sur le navire au moment de l'explosion est décoré du Combat Action Ribbon
Après quatorze mois de travaux, il fut remis en service, avec des améliorations qui le rapprochent des autres Arleigh Burke plus récents que lui. L'antenne radar AN/SPY-1 endommagée par l'attaque est transférée sur une installation d'essai à terre, le USS Rancocas (en).
L'organisation terroriste al-Qaïda a revendiqué l'attaque via sa branche locale Al-Qaïda dans la péninsule Arabique ainsi que l'Armée islamique d’Aden. Au début de l'année, une attaque similaire contre le USS The Sullivans n'avait pas fonctionné et deux années plus tard, un autre attentat l'attentat contre le pétrolier Limburg du 6 octobre 2002 a un mode opératoire similaire.
La marine américaine a fait évoluer ses règles d'engagement en réponse à cette attaque. 

La coque endommagée du Cole.

Jamal al-Badawi, considéré comme le responsable de l'attentat, est tué par une frappe américaine le 1er janvier 2019 dans le gouvernorat de Ma'rib au Yémen.